# La madriguera (película de 2016)
La madriguera es una película española dirigida por Kurro González , producida y protagonizada por Francisco Conde, la otra protagonista de la película es Adriana Torrebejano, otros actores del reparto son Cristina Castaño., Carlos Santos y Javier Mora. Fue estrenada el 2 de diciembre de 2016, se rodó en Almería y es la primera película de Kurro González.

## Argumento
Carlos es un escritor que, debido a la muerte de su mujer, se cierra en su casa, donde sigue continuando su libro. La editorial le envía a Caterina, y poco a poco va reconstruyendo su vida, aunque se siguen produciendo varios problemas.

## Reparto
- Francisco Conde como Carlos.
- Adriana Torrebejano como Caterina.
- Cristina Castaño como Rosa Maicas.
- Carlos Santos como el agente Gálvez.
- Javier Mora como el agente Torres.
- Daniel Albaladejo.
- Teo González como Juanlu.
- Antonio Vera como Juan.
- Carmelo Aguilera.

## Candidaturas
| Candidaturas | Candidaturas                  | Candidaturas                    | Candidaturas |
| Año          | Categoría                     | Persona                         | Resultado    |
| ------------ | ----------------------------- | ------------------------------- | ------------ |
| 2016         | Mejor película                | 32 Historias Producciones       | Candidato/a  |
| 2016         | Mejor dirección novel         | Kurro González                  | Candidato/a  |
| 2016         | Mejor guion original          | Francisco Cone y Kurro González | Candidato/a  |
| 2016         | Mejor actor de reparto        | Carlos Santos y Javier Mora     | Candidato/a  |
| 2016         | Mejor actriz de reparto       | Cristina Castaño                | Candidato/a  |
| 2016         | Mejor actor revelación        | Francisco Conde                 | Candidato/a  |
| 2016         | Mejor actriz revelación       | Adriana Torrebejano             | Candidato/a  |
| 2016         | Mejor dirección de producción | Estela Torres                   | Candidato/a  |
| 2016         | Mejor dirección de fotografía | Alberto Muñoz                   | Candidato/a  |
| 2016         | Mejor montaje                 | Kurro González y Pablo Más      | Candidato/a  |
| 2016         | Mejor dirección artística     | Fernando Contreras              | Candidato/a  |
| 2016         | Mejor diseño de vestuario     | Franziska Febo y Jesús de Bina  | Candidato/a  |
| 2016         | Mejor maquillaje y peluquería | Franziska Febo y Jesús de Bina  | Candidato/a  |
| 2016         | Mejor sonido                  | Leticia Argudo y Daniel Soriano | Candidato/a  |
| 2016         | Mejores efectos especiales    | Rafa Contreras                  | Candidato/a  |